# 黒砂糖

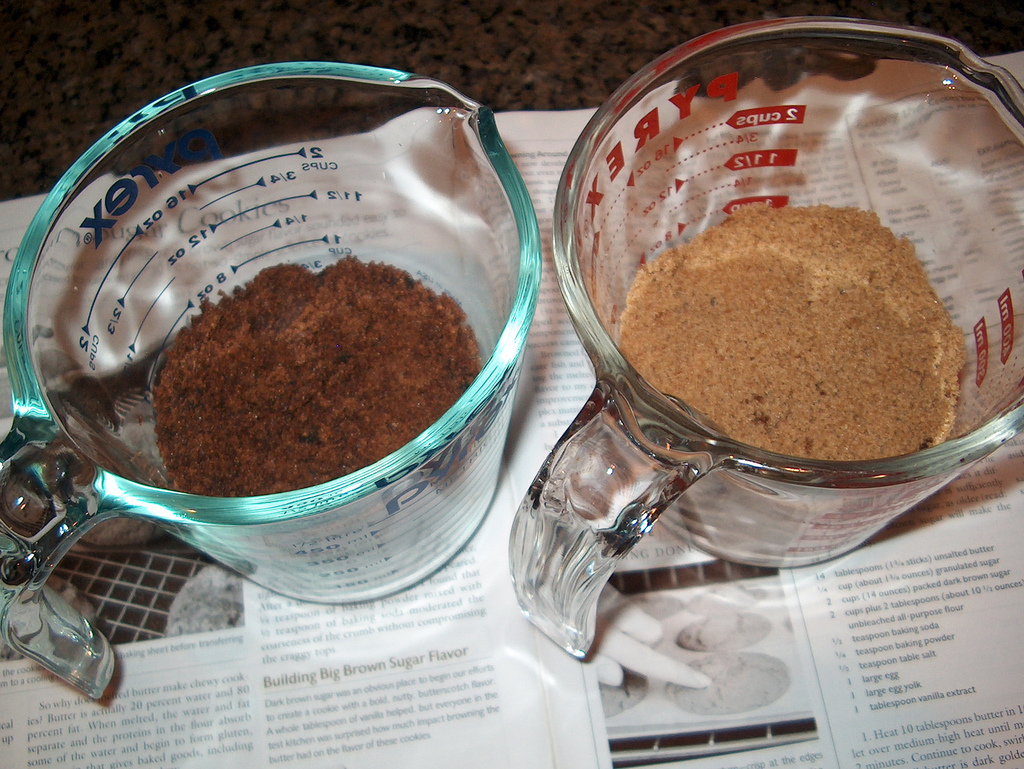
カップに入れた黒砂糖（左）とブラウンシュガー（右）

黒砂糖（くろざとう）または黒糖（こくとう）とは、砂糖（含蜜糖）の一種。見た目は黒褐色の固形又は粉末状。原料はサトウキビ（蔗）で、茎の搾り汁に中和・沈殿等による不純物の除去を行い、煮沸による濃縮を行った後、糖みつ分の分離等の加工を行わずに冷却して製造したものを指す。
英語ではスペイン語またはポルトガル語に由来するmuscovadoで 、brown sugarの一種である。日本語でのブラウン・シュガー（茶色の砂糖の総称）とは異なる。

## 特徴や用途
蜜分を多く含むことから白砂糖と比べると固まりやすく、大抵はブロックを砕いた程度の状態で販売されている。これを砕いたりすり潰したりし、あるいは煮溶かして料理や菓子の材料にしたり、コーヒーや紅茶に入れたりする甘味料として使われるほか、飴のように直接口にして風味を楽しむ。
黒砂糖はサトウキビのアルカロイドなどの各種成分を含んでいるため、ショ糖（蔗糖）などの糖分は80 %強と砂糖の中で最も低い。本来は不純物であるカルシウムや鉄、亜鉛など各種のミネラル分が糖蜜に多く含まれているため、渋みや苦味といった雑味も多く、カラメルのように甘みも強く感じられる。したがって、味わいが深いがその独特な味ゆえに料理や菓子の材料としてはやや用途を選ぶ。

## 製法
サトウキビの茎の絞り汁を加熱し、水分を蒸発させて濃縮したものを冷やし固めて作る。酸性を中和し、不純物を沈殿させやすくするために、絞り汁に石灰を混入するが、糖分の分離精製をしておらず、砂糖の分類としては「含蜜糖」にあたる。

## 産地
日本では沖縄県や鹿児島県（奄美地方）の特産品として作られている。
日本国外では、バルバドス、フィリピン、ベトナム、フィジーなどが著名な産地であり、英語ではBarbados sugar（バルバドスシュガー）との呼び名もある。台湾もかつては大量に製造し、輸出していたが、近年は衰退している。

## 黒糖の安全性
サトウキビを黒糖にする工程でボツリヌス菌の芽胞が含まれてしまう可能性があり、絞り汁を煮詰めるなどの加熱工程を経ても芽胞が生き残るため、ハチミツと同じく1歳未満の乳児が摂取すると中毒症状である乳児ボツリヌス症を引き起こす。最悪の場合には死亡することもあるため、1歳未満の乳児にはこれを使った菓子等も含めて与えてはならない。

## 日本における黒砂糖

### 定義
日本においては、消費者庁が2010年（平成22年）にJAS法解釈通知の「食品表示に関するQ&A」を改定して黒糖の定義を明確化し、翌2011年（平成23年）には再改定により黒砂糖の定義を明確化した。その定義によれば、黒砂糖および黒糖は同義で、
とされる。消費者庁は、黒砂糖の定義を明確化した理由として、黒糖と黒砂糖が同じもの、別のもの、わからないと答える消費者がほぼ3分の1ずつで、区別が分かりにくかったことを挙げている。従来、加工黒糖や粗糖（ザラメ）に糖蜜を混ぜた再製糖が「黒糖」として販売されていたが、これにより、定義に当てはまらないものの表示に黒糖という表現が使えないようになった。この定義は日本黒砂糖協会でも採用されている。
また、沖縄県黒砂糖協同組合では、黒糖を、沖縄県と鹿児島県の離島で主に生産される含みつ糖のうち、サトウキビの搾り汁だけを煮沸濃縮以外の加工をせずに製品化したものと、また、沖縄黒糖を、同組合に所属する4企業1団体の製糖工場（8つの離島工場）で生産されるものと定義している。「沖縄黒糖」は2006年（平成18年）4月に特許庁の地域団体商標の登録を受けた文字商標で、同年6月には財団法人食品産業センターの「本場の本物」認証制度に認定されており、独自のマークを印刷されたうえで販売されている。

### 歴史
琉球王国では、1623年（元和9年、琉球王朝尚豊3年）に、中国福州へ人を送って製糖法を習得させた儀間真常によって初めて黒糖が生産された。以後、黒糖は、沖縄の生活や文化、農業や経済と深くかかわりながら普及した。
1609年の薩摩藩の琉球侵攻によって薩摩藩に直轄されることとなった奄美群島では、1690年に薩摩藩によって琉球から製糖業が導入され、黒糖が薩摩藩の有力な財源となった。1747年には年貢を米に代えて黒糖で納めることとされ、サトウキビの栽培が優先された結果、島民は日常の食料にも事欠くこととなり、その状況は「黒糖地獄」と呼ばれた。
現在では、沖縄県と鹿児島県の離島で生産され、特産品となっている。黒糖（甘蔗糖のうち含蜜糖）の2017年-2018年期の国内生産量は10,350tであるが、このうち沖縄県が9,642t、鹿児島県が708tを占める。黒糖は、沖縄県では伊江島、粟国島、伊平屋島、多良間島、小浜島、与那国島、西表島、波照間島の8つの離島の製糖工場で生産されている。一方、鹿児島県では徳之島、喜界島、奄美大島、種子島等の離島において、作業所のような小規模な施設で生産されている。
南西諸島各離島の経済を支える重要産品であるが、輸入品や加工黒糖との競争により販売に苦戦し、在庫が積み上がることもある。

### 流通
沖縄県や鹿児島県などサトウキビ栽培が盛んな地域では一般的な甘味料として流通しているが、それら以外の地域ではミネラル分を豊富に含むことから健康食品として扱われることも多く、主に健康食品売り場や郷土産品売り場などで販売されている。昔からの産地である九州・沖縄地方では黒砂糖を使った郷土菓子や料理などが多い。

## 関連する製品

### 黒蜜
黒砂糖を水に溶かして煮詰め、とろみをもたせたもの、あるいは精糖の段階で出る糖蜜を黒蜜（くろみつ）という。日本では、みつまめ、わらびもち、くず餅、地方によってはところてんなどにかけて食べる。台湾ではかき氷や豆腐花と呼ばれる豆腐のデザートにも用いる。

### 加工黒糖
日本では、原料糖（粗糖）、糖蜜等に黒糖またはサトウキビの搾り汁を配合し、夾雑物の除去を行い、煮沸による濃縮を行った後、冷却して製造した砂糖で、固形または粉末状のものをいう。また、加工黒糖の黒糖使用割合は、製品重量に対して5%以上とし、黒糖の代わりにサトウキビの搾り汁を使用する場合は、サトウキビの搾り汁中のしょ糖分重量にて読み替えるものとする。従来、黒糖として販売されることがあったが、2012年4月1日から「黒砂糖」や「黒糖」と商品表示ができるのは、サトウキビの搾り汁を使った商品に限られ、黒糖に粗糖や糖みつを混ぜた商品は誤認を避けるために「加工黒糖」と呼ぶことになった。黒糖に原料糖（粗糖）、糖蜜をブレンドしているので、品質を一定に保つことができるため、加工食品の原料に適している。

### テンサイ糖
テンサイについては糖分を高度に精製する必要があることから、サトウキビと同じような黒糖を作るのは難しいとされてきたが、2006年に北海道網走市の業者によって甜菜黒糖が製品化されて市販されており、食品材料としても供給されている。サトウキビ由来の黒糖とは異なる、オリゴ糖などの特徴的な成分を含有する。現在においても1社のみが生産している。

## 関連食品

### 日本
- 日本全国に見られるもの
  - かりんとう（白砂糖のものもある）
  - 黒糖キャラメル
  - 黒糖蒸しパン
  - ようかん（白砂糖のものもある）
  - ういろう（白砂糖のものもある）
  - 利休饅頭
  - 黒糖焼酎

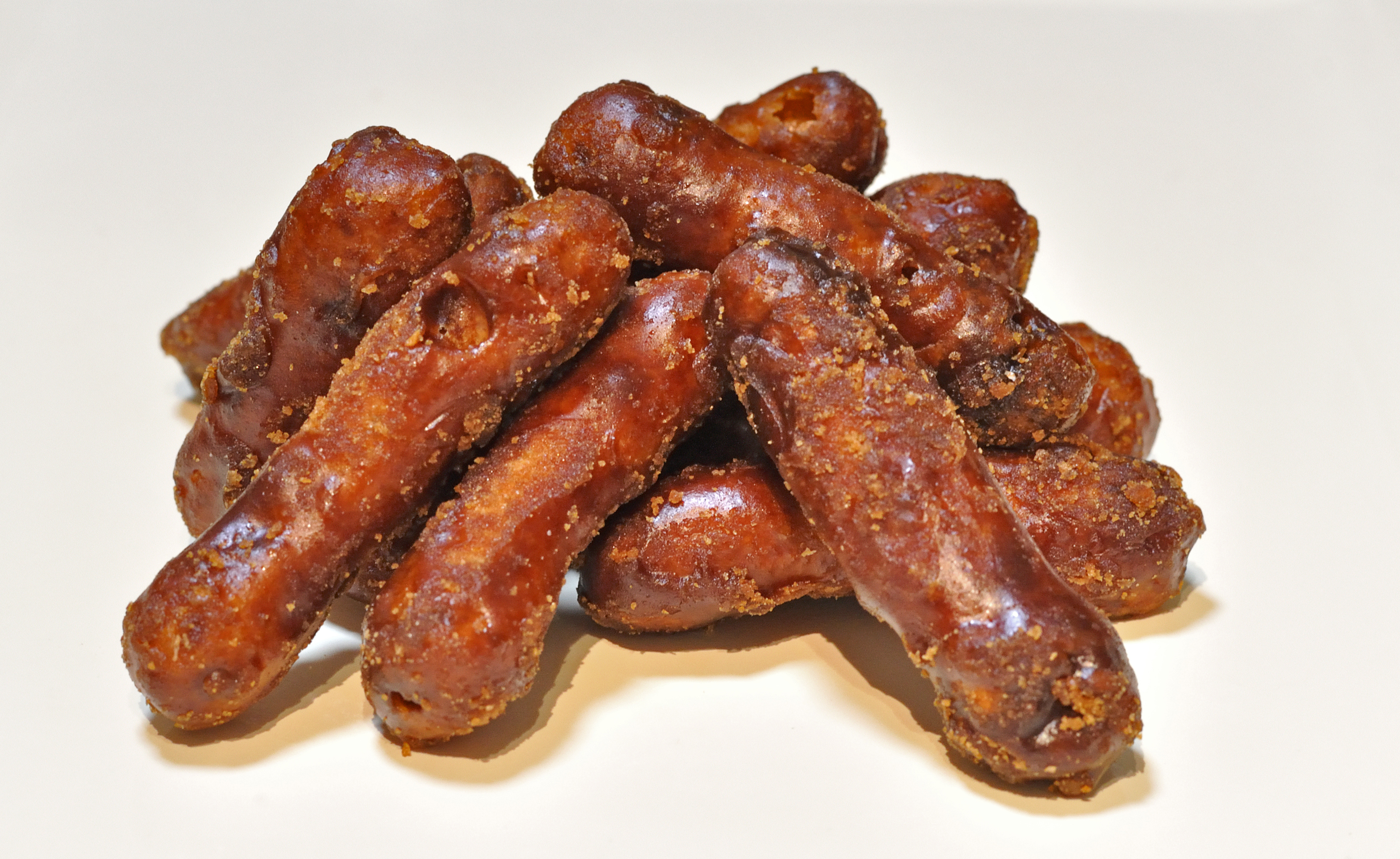
かりんとう

  - おもかげ（虎屋が販売する黒砂糖入り羊羹）
- 北海道・東北
  - べこもち
  - 鶴子まんじゅう（青森県）
  - ひゅうず（岩手県）
- 中部
  - うず巻
  - みそまんじゅう（みそまん / 味噌饅頭）
  - ぽっぽ焼き（新潟県）
- 近畿
  - 水無月（白砂糖のものもある）
  - 那智黒
  - ながさき（白砂糖のものもある）
- 四国
  - 唐饅頭（白砂糖のものもある）
- 九州
  - 黒棒（白砂糖のものもある）
  - 朝鮮飴（現在は白砂糖のものが主体）
  - 春駒
  - 一口香
  - ふくれ菓子
  - 牛蒡餅
- 奄美群島
  - がじゃ豆
- 沖縄県
  - ちんすこう（白砂糖のものもある）
  - ちんびん
  - サーターアンダーギー（白砂糖のものもある）
  - 黒糖カステラ
  - あまがし
  - 地漬 - 黒砂糖を用いた漬物。
  - 黒糖リキュール - ベーススピリッツとなる泡盛や沖縄産ラムに黒糖を合わせたリキュール。

### 台湾
- 黒糖糕 - 澎湖諸島の地元の黒糖で作る蒸しケーキ。

### 韓国
- ホットク

### ラテンアメリカ
- アグアパネラ

### アメリカ
- ブラウンシュガー